# Mosab Hasan Júsuf
Mosab Hasan Júsuf (arabsky مصعب حسن يوسف‎, narozen 1978) je bývalý významný izraelský špión palestinského původu. Pomáhal Izraeli s bojem proti Hamásu.
Je synem jednoho z vůdců a zakladatelů Hamásu, Hasana Júsufa. V roce 1996 byl zadržen agenty všeobecné bezpečnostní služby Šin Bet (Šabak), naverbován a posléze v roce 1997 propuštěn z vězení. Po propuštění se stal jedním z nejdůvěryhodnějších zdrojů a vysloužil si přezdívku Zelený princ, odvozenou od svého původu syna jednoho z šéfů Hamásu. V roce 2000 konvertoval ke křesťanství a nyní žije v Kalifornii, kde získal 30. června 2010 politický azyl. Vydal zde také autobiografickou knihu Syn Hamásu.